# Pts.Of.Athrty
«Pts. Of Athrty» pronunciado "Points of Authority" (en español: «Puntos de autoridad») es el primer sencillo de Reanimation, álbum remix de la banda californiana Linkin Park. El sencillo contiene remixes de las canciones de Hybrid Theory; "Points Of Authority", "High Voltage" y "By Myself".

## Canción
"Pts.Of.Athrty" está hecho por Jay Gordon de Orgy; "H! Vltg3" por Evidence con Pharoahe Monch y "Buy Myself" por Marilyn Manson. Los remixes de "Points of Authority" y "High Voltage" se encuentran en "Reanimation", pero "Buy Myself" se encuentra como bonus track en la versión de iTunes de dicho álbum. La letra, al igual que en su versión original, habla sobre ser usado por otros y sigue usando las mismas metáforas encontradas en dicha canción.

## Video musical
El videoclip para la canción fue dirigido por Joe Hahn, dj de la banda. El video está completamente hecho por CGI y muestra una batalla entre robots.
Las cabezas de los miembros de Linkin Park se encuentran en un laboratorio digital equipado con un conjunto avanzado de computadoras que le extraen algo a Chester Bennington y Mike Shinoda,. De acuerdo con Mr. Hahn, las cabezas de los miembros están apoderando el mundo.

## Lista de canciones
1. «H! Vltg3» - Evidence feat. Pharoahe Monch and DJ Babu - 3:30
2. «Pts.of.Athrty» - Jay Gordon - 3:38
3. «By Myself» Remix (Marilyn Manson) - 4:26

## Posicionamiento
| Listas (2002)                   | Posición máxima |
| ------------------------------- | --------------- |
| UK Singles Chart                | 9               |
| Alemania Singles Charts         | 31              |
| Australia Singles Charts        | 44              |
| Italia Singles Charts           | 39              |
| EU Billboard Modern Rock Tracks | 29              |
| Los 100+ Pedidos Norte          | 14              |
| Los 100+ Pedidos Suroeste       | 6               |